# Winston Sterzel
Winston Frederick Sterzel, is een Zuid-Afrikaanse vlogger, en videoproducent. Hij leefde in Shenzhen, China, maar ging later in Los Angeles wonen. Zijn video's bespreken verscheidene onderwerpen die betrekking hebben op zijn leven in China. Dit vanuit een westers perspectief.

## Biografie
Sterzel is van Brits-Duitse afkomst. Hij is geboren en groeide op in Zuid-Afrika. Hij ging naar China om er te werken als leerkracht Engels na een zakelijk bezoek in 2005. In 2015 was hij een van de twaalf Zuid-Afrikanen in China die verscheen op China Radio International. Hij begon met video's over China op YouTube te plaatsen in 2007, en werd voltijds vlogger in 2016. Zijn video's focussen vooral op het leven in China. Soms interviewt hij mensen over onderwerpen die door Chinezen en de Chinese media als controversieel worden beschouwd.
Sterzel heeft ook video's gemaakt waarin hij met zijn motor door China reist. Samen met Matthew Tye en nog een paar andere vrienden, heeft hij lange reizen gemaakt en die geproduceerd als een documentaireserie genaamd Conquering Southern China en Conquering Northern China. Hij en Matthew Tye beheren het YouTubekanaal ADVChina, waar ze vloggen terwijl ze met een motor door China reizen. Sterzel was mede-oprichter van Churchill Custom Motorcycles, wat specialiseerde in handgemaakte "custom" motoren. Eind 2018 gaf hij aan dat, desondanks hij in zijn video's ook de positieve aspecten van China wilde belichten, aanvaringen met leden van de Chinese overheid hem hebben overtuigd om China te verlaten. Sterzel ging naar Los Angeles, omdat hij vreesde voor zijn leven of om opgepakt te worden in China.